# Бухара-Урал — Актобе
Бухара-Урал — Актобе — газопровід на заході Казахстану.
В першій половині 1960-х спорудили призначену для транспортування узбецького газу потужну газотранспортну систему Бухара — Урал. Вона мала численні відгалуження, одним з яких став газопровід-відвід до Актюбінська (Актобе), що почав роботу в 1966 році.
Відгалуження до Актобе починається на 1389 кілометрі траси Бухара — Урал, за 24 км після компресорної станції № 14 (Красний Октябрь). У підсумку до Актобе проклали дві нитки діаметром по 530 мм. Довжина газопроводу від початку та до газорозподільчої станції Актобе-1 становить 158 км. Зі 136-го кілометру він прямує в одному коридорі з газопроводом Жанажол — Актобе, що став до ладу в 1988-му.
Після розпаду СРСР режим використання газопроводу Бухара — Урал в цілому змінився, проте в Казахстані продовжується активне використання ділянки КС-13 — Красний Октябрь/Бозой. Крім того, існує можливість надходження ресурсу з півночі зі сторони Росії (можливо відзначити, що російський Оренбурзький ГПЗ провадить підготовку більшості газу казахського родовища Карачаганак з наступним поверненням належного казахській стороні ресурсу через кілька транскордонних трубопроводів).
Проектна пропускна здатність лінії Бухара-Урал — Актобе становить 448 тис. м3 на годину, проте через високий ступінь зносу наразі фактичний показник більш ніж удвічі менший — 195 тис. м3 на годину. В 2023-му почалось будівництво третьої нитки, яка повинна мати довжину 167 км, діаметр 720 мм та при робочому тиску у 5,4 МПа забезпечувати пропускну здатність на рівні 527 тис. м3 на годину.
В Актобе великими споживачами природного газу є ТЕЦ Актобе, феросплавний завод із власною ТЕЦ, рейкобалковий завод із власною ТЕС.